# Mistrzostwa Polski w Short Tracku 2021
Mistrzostwa Polski w Short Tracku 2021 – 25. edycja mistrzostw, która odbyła się w dniach 12–14 marca 2021 roku w Hali Olivia w Gdańsku.

## Wyniki

### Kobiety

#### 500 metrów
Finał
| Miejsce | Zawodniczka         | Klub                | Wynik  | Punkty |
| ------- | ------------------- | ------------------- | ------ | ------ |
| 1.      | Natalia Maliszewska | Juvenia Białystok   | 43,718 | 34     |
| 2.      | Nikola Mazur        | Stoczniowiec Gdańsk | 43,828 | 21     |
| 3.      | Kamila Stormowska   | Stoczniowiec Gdańsk | 44,064 | 13     |
| 4.      | Magdalena Zych      | AZS Opole           | 45,261 | 8      |

#### 1000 metrów
Finał
| Miejsce | Zawodniczka         | Klub                | Wynik     | Punkty |
| ------- | ------------------- | ------------------- | --------- | ------ |
| 1.      | Natalia Maliszewska | Juvenia Białystok   | 1:41,095  | 34     |
| 2.      | Nikola Mazur        | Stoczniowiec Gdańsk | 1:41,327  | 21     |
| 3.      | Gabriela Topolska   | Juvenia Białystok   | 1:41,388  | 13     |
| 4.      | Hanna Sokołowska    | Juvenia Białystok   | 1:43,008  | 8      |
| 5.      | Magdalena Zych      | AZS Opole           | Bez czasu | 5      |

#### 1500 metrów
Finał
| Miejsce | Zawodniczka          | Klub                | Wynik    | Punkty |
| ------- | -------------------- | ------------------- | -------- | ------ |
| 1.      | Natalia Maliszewska  | Juvenia Białystok   | 2:42,557 | 34     |
| 2.      | Magdalena Zych       | AZS Opole           | 2:44,253 | 21     |
| 3.      | Kamila Stormowska    | Stoczniowiec Gdańsk | 2:44,257 | 13     |
| 4.      | Patrycja Maliszewska | Juvenia Białystok   | 2:45,447 | 8      |
| 5.      | Hanna Sokołowska     | Juvenia Białystok   | 2:45,639 | 5      |
| 6.      | Sara Śliżewska       | Juvenia Białystok   | 2:46,532 | 3      |
| –       | Nikola Mazur         | Stoczniowiec Gdańsk | PEN      | 1      |

#### Superfinał 3000 metrów
Finał
| Miejsce | Zawodniczka          | Klub                | Wynik    | Punkty |
| ------- | -------------------- | ------------------- | -------- | ------ |
| 1.      | Natalia Maliszewska  | Juvenia Białystok   | 5:27,715 | 34     |
| 2.      | Magdalena Zych       | AZS Opole           | 5:29,282 | 21     |
| 3.      | Kamila Stormowska    | Stoczniowiec Gdańsk | 5:29,380 | 13     |
| 4.      | Nikola Mazur         | Stoczniowiec Gdańsk | 5:53,069 | 8      |
| 5.      | Patrycja Maliszewska | Juvenia Białystok   | 5:31,415 | 5      |
| 6.      | Hanna Sokołowska     | Juvenia Białystok   | 5:33,423 | 3      |
| 7.      | Sara Śliżewska       | Juvenia Białystok   | 5:47,439 | 2      |
| –       | Gabriela Topolska    | Juvenia Białystok   | PEN      |        |

#### Wielobój
Klasyfikacja
| Miejsce | Zawodniczka          | Klub                | Dystanse | Dystanse | Dystanse | Dystanse | Punkty |
| Miejsce | Zawodniczka          | Klub                | 1500 m   | 500 m    | 1000 m   | 3000 m   | Punkty |
| ------- | -------------------- | ------------------- | -------- | -------- | -------- | -------- | ------ |
| 1.      | Natalia Maliszewska  | Juvenia Białystok   | 1        | 1        | 1        | 1        | 136    |
| 2.      | Magdalena Zych       | AZS Opole           | 2        | 4        | 5        | 2        | 55     |
| 3.      | Nikola Mazur         | Stoczniowiec Gdańsk | 7        | 2        | 2        | 4        | 51     |
| 4.      | Kamila Stormowska    | Stoczniowiec Gdańsk | 3        | 3        | 20       | 3        | 39     |
| 5.      | Hanna Sokołowska     | Juvenia Białystok   | 5        | 6        | 4        | 6        | 19     |
| 6.      | Patrycja Maliszewska | Juvenia Białystok   | 4        | 5        | 10       | 5        | 18     |
| 7.      | Gabriela Topolska    | Juvenia Białystok   | 8        | 7        | 3        |          | 16     |
| 8.      | Sara Śliżewska       | Juvenia Białystok   | 6        | 8        | 8        | 7        | 6      |
| 9.      | Karolina Parczewska  | Juvenia Białystok   | 32       | 24       | 6        |          | 3      |
| 10.     | Wiktoria Tkaczuk     | AZS Opole           | 14       | 12       | 7        |          | 2      |

#### Sztafeta 3000 metrów
Finał
| Miejsce | Klub | Wynik    |
| ------- | --- | -------- |
| 1.      | Juvenia Białystok Natalia Maliszewska Patrycja Maliszewska Hanna Sokołowska Sara Śliżewska Gabriela Topolska | 4:27,918 |
| 2.      | AZS Opole Liliana Albańska Wiktoria Tkaczuk Magdalena Warakomska Magdalena Wilga Magdalena Zych              | 4:32,008 |
| 3.      | Stoczniowiec Gdańsk Marta Kotowska Julia Krutysza Patrycja Markiewicz Nikola Mazur Kamila Stormowska         | 4:33,800 |
| 4.      | Juvenia Białystok II Aleksandra Czaban Zuzanna Krupińska Ada Majewska Karolina Parczewska Kamila Tylman      | 4:35,187 |

### Mężczyźni

#### 500 metrów
Finał
| Miejsce | Zawodnik           | Klub                | Wynik  | Punkty |
| ------- | ------------------ | ------------------- | ------ | ------ |
| 1.      | Rafał Anikiej      | Juvenia Białystok   | 41,976 | 34     |
| 2.      | Diané Sellier      | Stoczniowiec Gdańsk | 41,998 | 21     |
| 3.      | Paweł Adamski      | Juvenia Białystok   | 43,111 | 13     |
| 4.      | Mateusz Krzemiński | AZS Opole           | 43,782 | 8      |
| 5.      | Bartosz Konopko    | Juvenia Białystok   | 52,120 | 5      |

#### 1000 metrów
Finał
| Miejsce | Zawodnik         | Klub              | Wynik    | Punkty |
| ------- | ---------------- | ----------------- | -------- | ------ |
| 1.      | Rafał Anikiej    | Juvenia Białystok | 1:31,579 | 34     |
| 2.      | Michał Niewiński | Juvenia Białystok | 1:32,962 | 21     |
| 3.      | Sebastian Hydzik | AZS Opole         | 1:33,264 | 13     |
| 4.      | Łukasz Kuczyński | Juvenia Białystok | 1:34,783 | 8      |
| –       | Karol Nieścier   | Juvenia Białystok | PEN      | 3      |

#### 1500 metrów
Finał
| Miejsce | Zawodnik         | Klub                | Wynik    | Punkty |
| ------- | ---------------- | ------------------- | -------- | ------ |
| 1.      | Rafał Anikiej    | Juvenia Białystok   | 2:28,171 | 34     |
| 2.      | Karol Nieścier   | Juvenia Białystok   | 2:29,270 | 21     |
| 3.      | Sebastian Hydzik | AZS Opole           | 2:30,158 | 13     |
| 4.      | Bartosz Konopko  | Juvenia Białystok   | 2:32,193 | 8      |
| 5.      | Adam Muchlado    | Stoczniowiec Gdańsk | 2:33,608 | 5      |
| 6.      | Michał Niewiński | Juvenia Białystok   | 3:01,066 | 3      |
| 7.      | Paweł Adamski    | Juvenia Białystok   | 3:01,271 | 2      |

#### Superfinał 3000 metrów
Finał
| Miejsce | Zawodniczka        | Klub                | Wynik    | Punkty |
| ------- | ------------------ | ------------------- | -------- | ------ |
| 1.      | Rafał Anikiej      | Juvenia Białystok   | 5:09,468 | 34     |
| 2.      | Michał Niewiński   | Juvenia Białystok   | 5:09,602 | 21     |
| 3.      | Sebastian Hydzik   | AZS Opole           | 5:12,742 | 13     |
| 4.      | Karol Nieścier     | Juvenia Białystok   | 5:15,164 | 8      |
| 5.      | Mateusz Krzemiński | AZS Opole           | 5:39,417 | 5      |
| –       | Diané Sellier      | Stoczniowiec Gdańsk | PEN      |        |
| –       | Paweł Adamski      | Juvenia Białystok   | PEN      |        |
| –       | Bartosz Konopko    | Juvenia Białystok   | PEN      |        |

#### Wielobój
Klasyfikacja
| Miejsce | Zawodniczka        | Klub                | Dystanse | Dystanse | Dystanse | Dystanse | Punkty |
| Miejsce | Zawodniczka        | Klub                | 1500 m   | 500 m    | 1000 m   | 3000 m   | Punkty |
| ------- | ------------------ | ------------------- | -------- | -------- | -------- | -------- | ------ |
| 1.      | Rafał Anikiej      | Juvenia Białystok   | 1        | 1        | 1        | 1        | 136    |
| 2.      | Michał Niewiński   | Juvenia Białystok   | 6        | 6        | 2        | 2        | 50     |
| 3.      | Sebastian Hydzik   | AZS Opole           | 3        | 14       | 3        | 3        | 39     |
| 4.      | Karol Nieścier     | Juvenia Białystok   | 2        | 10       | 5        | 4        | 32     |
| 5.      | Diané Sellier      | Stoczniowiec Gdańsk | 14       | 2        | 6        |          | 24     |
| 6.      | Paweł Adamski      | Juvenia Białystok   | 7        | 3        | 8        |          | 16     |
| 7.      | Mateusz Krzemiński | AZS Opole           | 23       | 4        | 7        | 5        | 15     |
| 8.      | Bartosz Konopko    | Juvenia Białystok   | 4        | 5        | 10       |          | 13     |
| 9.      | Łukasz Kuczyński   | Juvenia Białystok   | 23       | 9        | 4        |          | 8      |
| 10.     | Adam Muchlado      | Stoczniowiec Gdańsk | 5        | 15       | 14       |          | 5      |
| 11.     | Ignacy Kłujszo     | Juvenia Białystok   | 9        | 7        | 9        |          | 3      |
| 12.     | Mateusz Mikołajuk  | Juvenia Białystok   | 8        | 8        | 11       |          | 3      |

#### Sztafeta 5000 metrów
Finał
| Miejsce | Klub | Wynik    |
| ------- | --- | -------- |
| 1.      | Juvenia Białystok Rafał Anikiej Bartosz Krawczykowicz Mateusz Mikołajuk Karol Nieścier Michał Niewiński | 7:08,621 |
| 2.      | Juvenia Białystok II Paweł Adamski Kamil Dawidowski Ignacy Kłujszo Bartosz Konopko Łukasz Kuczyński     | 7:14,228 |
| 3.      | AZS Opole Adam Filipowicz Sebastian Hydzik Szymon Hyjek Mateusz Krzemiński                              | 7:22,494 |
| 4.      | Stoczniowiec Gdańsk Jakub Dołkowski Mateusz Dołkowski Rafał Grycner Adam Muchlado                       | 7:28,952 |

### Sztafeta mieszana 2000 metrów
Finał
| Miejsce | Klub                                                                                               | Wynik    |
| ------- | -------------------------------------------------------------------------------------------------- | -------- |
| 1.      | Juvenia Białystok Patrycja Maliszewska Hanna Sokołowska Rafał Anikiej Karol Nieścier               | 2:47,541 |
| 2.      | Juvenia Białystok III Natalia Maliszewska Gabriela Topolska Paweł Adamski Łukasz Kuczyński         | 2:47,582 |
| 3.      | Stoczniowiec Gdańsk Nikola Mazur Kamila Stormowska Rafał Grycner Adam Muchlado Diané Sellier       | 2:48,471 |
| 4.      | AZS Opole Wiktoria Tkaczuk Magdalena Warakomska Magdalena Zych Sebastian Hydzik Mateusz Krzemiński | PEN      |